# Parmena breuningi
Parmena breuningi là một loài bọ cánh cứng trong họ Cerambycidae.